# Club Sportivo Palermo
Il Club Sportivo Palermo è stata una società calcistica argentina di Buenos Aires, fondata il 18 maggio 1908.

## Storia
Lo Sportivo Palermo venne fondato nel 1908 a Buenos Aires, nell'omonimo quartiere. Nel 1909 si fuse brevemente con il Columbia: il sodalizio terminò l'anno seguente. Nel 1920 partecipò per la prima volta alla Copa Campeonato, chiudendo al decimo posto. In quell'anno l'Eureka, che aveva preso parte alla precedente edizione del torneo, si era unito allo Sportivo Palermo. Dopo il nono posto del 1921, nel 1922 lo Sportivo Palermo giunse secondo dietro all'Huracán, a tre punti dal titolo. Nel 1924 passò dalla AAF alla Asociación Amateurs de Football, prendendo parte alla Primera División, terminando al 14º posto. Nel 1925 giunse in settima posizione, mentre nel 1926 chiuse ottavo. Nel 1931 partecipò al torneo dilettantistico, scegliendo dunque di rimanere nella AAF, terminando di nuovo ottavo. Nel 1934 si fuse con il Club Atlético Palermo, altra società del quartiere, e la neonata società unica terminò al 23º posto. Le due squadre tornarono in seguito indipendenti, e lo Sportivo Palermo si separò dalla Federazione nel 1983, scomparendo l'anno successivo.

## Palmarès

### Competizioni nazionali
- Segunda División: 1

1917

### Altri piazzamenti
- Campionato argentino:

Secondo posto: 1922
- Copa de Competencia Asociación Amateurs:

Finalista: 1925